# The Claw (film 1927)
The Claw è un film muto del 1927 diretto da Sidney Olcott. Charles Logue firmò l'adattamento per lo schermo dell'omonimo romanzo di Cynthia Stockley che, già nel 1918, era stato portato sullo schermo da Robert G. Vignola con L'artiglio che aveva come protagonista Clara Kimball Young.
Presentato da Carl Laemmle, il film aveva come interpreti Norman Kerry, Claire Windsor, Arthur Edmund Carewe, Tom Guise, Helene Sullivan, Nelson McDowell, Larry Steers.

## Trama
Dierdre Saurin, una ragazza inglese, si prende una tremenda cotta per il maggiore Kinsella mentre questi si trova in licenza in Inghilterra. Quando l'ufficiale rientra in servizio in Africa orientale, lei lo segue, adducendo il pretesto di volere andare a visitare il fratello che si trova anche lui in Africa. Nel villaggio africano dove si trova la guarnigione, giunge anche Maurice Stair: innamorato follemente della donna, l'uomo è talmente geloso di lei che medita di vendicarsi anche perché Deirdre rifiuta di lasciare Kinsella perfino quando scopre che lui è già sposato. Mentre il maggiore organizza i suoi uomini per affrontare in battaglia un'orda di africani, Maurice rimane all'insediamento. Ma, quando l'ufficiale non rientra, convince Deirdre che Kinsella non è tornato perché è rimasto ucciso nello scontro. Allora lei, finalmente, acconsente a sposarlo. Però, alla fine, Maurice si pente di avere mentito e decide di andare a cercare Kinsella, salvandolo così dalla morte. Deirdre si rende conto ormai di amare il marito.

## Produzione
Il film fu prodotto dalla Universal Pictures.

## Distribuzione
Il copyright del film, richiesto dalla Universal Pictures Corp., fu registrato il 20 aprile 1927 con il numero LP23883. Distribuito dalla Universal Pictures, il film fu presentato in prima a New York il 9 maggio 1927, uscendo nelle sale il 12 giugno. Nel Regno Unito, fu distribuito il 7 novembre 1927 dalla European Motion Picture Company; in Danimarca, con il titolo Den sejrende Elsker, il 25 giugno 1928. In Brasile, prese il titolo A Garra de Satã.
Il film è stato riversato in VHS. Masterizzato e digitalizzato, è stato messo in commercio dalla Grapevine Video, dalla Nostalgia Video e, nel 2016, in DVD dalla Silent Hall of Fame Enterprises.

### Conservazione
Copia completa della pellicola si trova conservata nel BFI/National Film And Television Archive di Londra.